# Kostel Nejsvětější Trojice (Jezná)
Kostel Nejsvětější Trojice (původně svatého Václava a Nejsvětější Trojice) v Jezné je římskokatolický kostel v okrese Plzeň-sever. Je chráněn jako kulturní památka.

## Historie
Počátky obce sahají do roku 1272, kdy je ves Jezná poprvé zmiňována na papežské listině, ve které papež potvrzuje Jeznou jako majetek premonstrátek chotěšovského kláštera. Ves však byla pravděpodobně chotěšovským premonstrátkám darována a může být ještě staršího založení. Místní kostel (tehdy sv. Václava) má pravděpodobně počátky v této době, kdy zde podle všeho bylo sídlo feudála (tvrz), při které stál menší opevněný kostel. 
Farnost v Jezné je prvně zmiňována roku 1352 v souvislosti s farářem u zdejšího farního kostela svatého Václava a existencí fary. 
V roce 1600 kostel po zásahu bleskem vyhořel, ale dle zachovaného vybavení lze odvodit, že se mnohé podařilo zachránit. Po požáru byl kostel pravděpodobně opraven. Z této doby se nám zachovala pískovcová křtitelnice z roku 1701 a tři boční oltáře z 1. pol. 18. století, oltář sv. Josefa, oltář sv. Františka z Pauly a sv. Františka z Alcantry a retábulum oltáře sv. Jana Nepomuckého. Dále dva renesanční náhrobníky - náhrobník Šebestiána Úlického z Plešnic z roku 1552 a náhrobník Voršily Úlické z Žichavic z roku 1566. Dále několik soch a obrazů (dnes již mnoho odcizených).
Od roku 1694 zde byly farářem Benediktem Goetzem zavedeny matriky. Benedikt Goetz také pravděpodobně stál za stavbou nové fary, která zde stojí doposud. Spolu se stavbou nového kostela byl zrušen starý hřbitov a zřízen nový na jihozápad od vsi (dnes již také opuštěný).
Rokokový kostel Nejsvětější Trojice a svatého Václava byl vystavěn v letech 1766 až 1773 (V roce 1767 byl původní gotický kostel svatého Václava zbourán.) podle projektu architekta Ondřeje Rohuše. Z původního gotického kostela se zachovala pouze věž a sakristie v přízemí.

### Popis kostela

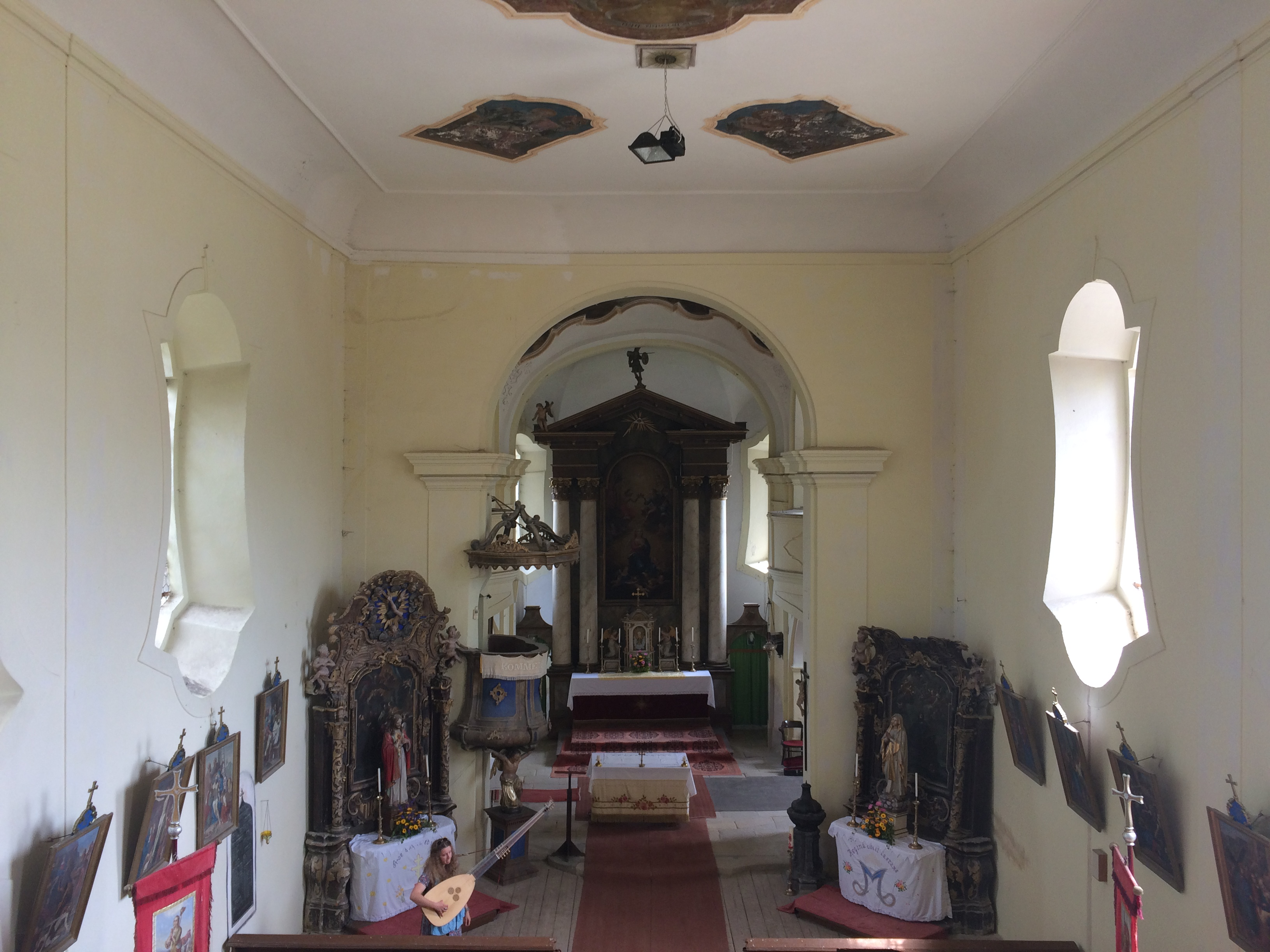
Interiér od západu

Pozdně barokní jednolodní plochostropý kostel s portály od západu, severu a jihu. Má půdorys kříže - severní rameno tvoří věž se sakristií v přízemí, jižní rameno tvoří boční kaple svatého Jana Nepomuckého. Na západní straně kruchta s rokokovými varhanami. Pod věží v sakristii se nachází hrobka krytá žulovou deskou otevřená roku 1907. Její prostor je 3,18 m dlouhý, 2,95 m široký a 2,1 m vysoký. Hrobka je bez schodiště, podlaha cihlová, stěny z lomového kamene, uvnitř dřevěné rakve anonymní z 18. století. Nejvýznamnější z mobiliáře jsou dva postranní barokní oltáře z počátku 18. století (svatého Josefa a svatých Františků s Alcantry a Pauly) přenesené ze starého kostela. V klenutém presbytáři klasicistní sloupový hlavní oltář z poloviny 19. století s obrazem Nanebevzetí Panny Marie. Za oltářem prostor apsidy oddělený brankami se zazděným vchodem ven. Kazatelna rokoková z doby výstavby kostela přístupná schody ze sakristie. Původně ji zdobily sochy čtyř evangelistů (ukradené). Na epištolní straně před triumfálním obloukem pískovcová křtitelnice z roku 1701, kterou původně zdobilo cínové sousoší svatého Jana Křtitele (ukradené). Po kruchtou na záp. straně dvě zpovědnice z r. 1907 a malý oltářík Panny Marie Lurdské. Věž, obě oratoře i kruchta přístupné po šnekových schodištích. Na stropě se nachází fresky od malíře Jana Herzoga z Plzně z roku 1854. Na klenbě v presbytáři freska Nanebevstoupení Páně, na plochém stropě lodi fresky evangelistů a Narození Pána Ježíše. 

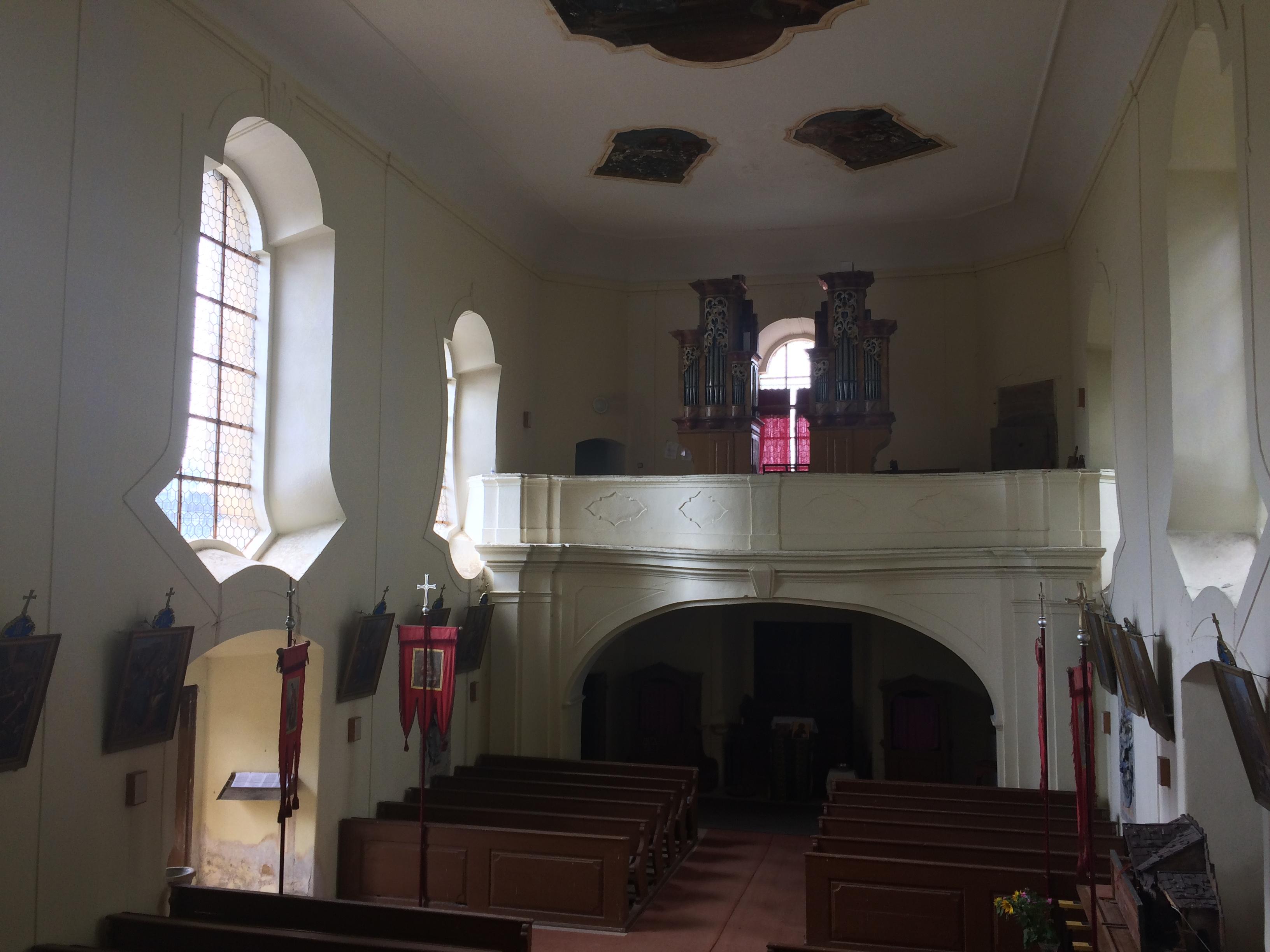
Pohled do kostela od východu

Věž v jádru gotická, pův pevnostní bez schodiště, upravena v rámci přestavby kostela (1766-1773), kdy byla zvýšena a zpřístupněna šnekovým schodištěm přístupným z venku. Na východní straně věže se nachází kamenný renesanční reliéf s erbem rytířů z Nečtin se znameními střely a Úlických z Plešnic se znamením konvice. Ve věži kostela byly zavěšené původně 4 zvony - zvon s erby Úlických a s reliéfy svaté Trojice a svatého Václava z roku 1604 (litý na vigilii svatého Václava) a další zvon tentokrát podle písma nápisu na něm (majuskule) z 15. století. Zvon z roku 1738 přelitý roku 1849 i zvon z roku 1836 jsou ztracené (rekvírované). 
Poslední velká renovace kostela proběhla za faráře Josefa Brixe v roce 1907. Byly například pořízeny nové lavice nebo křížová cesta. Byl také zřízen zřízen hřbitov na farním pozemku východním směrem, a to pro nedostačující kapacitu starého hřbitova. Poslední farář odešel spolu s vysídlením německého obyvatelstva do Německa. Následně fara sloužila jako budova nižšího stupně zdejší obecné školy, a to až do konce osmdesátých let dvacátého století, kdy byla přesunuta do Pňovan. V roce 2004 byla farnost Jezná obnovena, avšak neměla dlouhého trvání a byla opět zrušena. V roce 2011 byla budova fary prodána do soukromých rukou. V roce 2013 byla v rámci opravy hřbitovní zdi zbourána stará márnice.
Součástí bývalé farnosti Jezná byly vsi: Dolany, Hracholusky, Chotěšovičky, Jezná, Nová Jezná, Kníje, Plešnice, Pňovany, Rájov, Těchoděly, Úlice, částečně pak Doubrava a Lipno a statky Beraní dvůr a Nový dvůr.

## Pamětihodnosti farnosti Jezná
- Kostel Nejsvětější Trojice
- Objekt farního dvor a barokní fary
- Objekt poplužního dvora
- Opuštěný barokní hřbitov v poli jz od obce
- Sloupová kaplička ve farní zahradě
- Barokní kaple svaté Anny v Pňovanech
- Renesanční kaple svatého Vavřince v Úlicích
- Barokní kaple svatého Diviše v Hracholuskách